# هل أنت مفقود؟
هل أنت مفقود؟ (باليابانية: ソウナンですか？، بالروماجي: Sōnan desu ka?) (بالإنجليزية: Are You Lost?)‏ هي سلسلة مانغا يابانية من تأليف كينتارو أوكاموتو ورسم ريري ساغارا، نشرت من قبل كودانشا في مجلة مجلة يونغ الأسبوعية، منذ يناير عام 2017، وتم تجميع فصول المانغا في 5 مجلدات تانكوبون، أنتجت إلى أنمي تلفزيوني من قبل استوديو إيزولا، عرض الأنمي في 2 يوليو عام 2019 واستمر عرضه حتى 17 سبتمبر عام 2019، وتكون من 12 حلقة.

## القصة
تدور أحداث القصة عن أربع فتيات في المدرسة الثانوية، هوماري، أسوكا، موتسو، وشيون، تحطمم طائرتهم خلال رحلة مدرسية، ويجدون أنفسهم عالقين في جزيرة نائية. باستخدام مهارات البقاء التي اكتسبتها هوماري من والدها، تساعد الآخرين على البقاء على قيد الحياة في الجزيرة وهم يحاولون الاستفادة من وضعهم على أفضل وجه.

## الشخصيات
هوماري أونيشيما (باليابانية: 鬼島 ほまれ، بالروماجي: Onishima Homare)
مؤدية الصوت:ماو إيتشيميتشي
أسوكا سوزوموري (باليابانية: 鈴森 明日香، بالروماجي: Suzumori Asuka)
مؤدية الصوت:هيوري كونو
موتسو أماتاني (باليابانية: 天谷 睦، بالروماجي: Amatani Mutsu)
مؤدية الصوت: كيونو ياسونو
شيون كوجو (باليابانية: 九条 紫音، بالروماجي: Kujō Shion)
مؤدية الصوت:أزومي واكي
جويتشي أونيشيما (باليابانية: 鬼島 丈一، بالروماجي: Onishima Jōichi)
مؤدي الصوت: أكيو أوتسوكا

## وصلات خارجية
- موقع المانغا الرسمي باللغة اليابانية
- موقع الأنمي الرسمي باللغة اليابانية
- هل أنت مفقود؟ على موقع ANN manga (الإنجليزية)